# Xizicus lineosus
Xizicus lineosus är en insektsart som beskrevs av Andrej Vasiljevitj Gorochov och Kang 2005. Xizicus lineosus ingår i släktet Xizicus och familjen vårtbitare. Inga underarter finns listade i Catalogue of Life.